# تركي آل الشيخ
تركي بن عبد المحسن بن عبد اللطيف آل الشيخ؛ (ولد في 4 أغسطس 1981)، مُستشار حالي في الديوان الملكي بمرتبة وزير، ورئيس مجلس إدارة الهيئة العامة للترفيه بعد إعفاء رئيسها السابق أحمد بن عقيل الخطيب. شغل آل الشيخ عدة مناصب رياضية منها منصب رئيس الاتحاد العربي لكرة القدم، ورئيس إدارة الاتحاد الرياضي لألعاب التضامن الإسلامي، ورئيس مجلس إدارة الهيئة العامة للرياضة في المملكة العربية السعودية، ورئيس اللجنة الأولمبية السعودية، ورئيس الاتحاد السعودي للملاكمة، وكذلك الرئيس الفخري لنادي التعاون في بريدة، والرئيس الفخري ورئيس هيئة أعضاء الشرف لنادي الوحدة في مكة المكرمة، ومالك نادي الماريا حاليًا، ونادي بيراميدز المصري سابقاً. اشتهر تركي آل الشيخ على المستوى الفني من خلال كتابته للشعر الغنائي، وقد غنى كلماته عدد من الفنانين الخليجيين والعرب.

## المؤهلات التعليمية
في عام 2000 تخرج من كلية الملك فهد الأمنية حيث نال درجة البكالوريوس في العلوم الأمنية، كما تلقى العديد من الدورات في علم الجريمة والتحقيق وإدارة المخاطر والإدارة.

## الخبرات العملية
بدأ مهامه العملية في القطاع الحكومي بوزارة الداخلية واستمر حتى تقلد رتبة نقيب. ثم انتقل للعمل في إمارة الرياض لمدة عامين، عمل بعدها بمكتب أمير منطقة الرياض، وبعدها عمل بمكتب وزير الدفاع وديوان ولي العهد لمدة ثلاث سنوات، حتى يناير عام 2015 عندما عُيِّن مستشارًا في الديوان الملكي بالمرتبة الممتازة. صدر في يونيو من عام 2017 أمر ملكي بترقيته مستشارًا بالديوان الملكي بمرتبة وزير.
في 7 سبتمبر 2017، صدر أمرٌ ملكيٌّ بتعيينه في منصب رئيس مجلس إدارة الهيئة العامة للرياضة (وزارة الرياضة حاليًّا)، خلفًا لمحمد بن عبد الملك آل الشيخ، واستمر في منصبه حتى 27 ديسمبر 2018، إذ صدر أمرٌ ملكيٌّ بإعفاءه من المنصب وتعيينه رئيساً للهيئة العامة للترفيه.

## عضوية الأندية الرياضية
- كان يمتلك نادي الأهرام المصري (نادي الأسيوطي سابقًا).
- يمتلك عضوية شرفية في أندية الهلال والنصر والتعاون، وكان الرئيس الفخري لنادي التعاون والرئيس الفخري لنادي الوحدة ورئيس هيئة أعضاء الشرف، قبل أن يستقيل منهما في يونيو 2019.[3]
- في 2 أغسطس 2019، اشترى نادي نادي ألميريا الإسباني رسميًا بقيمة 20 مليون يورو، ليصبح أكبر مساهم ومالك ورئيس للنادي.[12]

## الإنجازات

### الهيئة العامة للرياضة
- إقامة كأس العالم لكرة اليد في المملكة العربية السعودية
- بطولات رويال رامبل للمصارعة الحرة
- ماراثون الرياض
- سباقه الدولي للسيارات
- بطولة كأس الملك سلمان للشطرنج
- مسابقة الألعاب الإلكترونية
- البطولات الشعبية مثل (لعبة البلوت)
- برنامج "الحصن" الأسطوري بالنسخة العربية
- بطولة الفنون القتالية المختلطة UFC.[13]

## الجوائز
- فاز بجائزة الشخصية الأكثر تأثيراً في كرة القدم لعام 2017 في مؤتمر دبي الرياضي الدولي الثاني عشر.[14]
- فاز بجائزة شخصية الثقافة الرياضية في الوطن العربي لعام 2017.[15]
- حصل على جائزة الشخصية العربية الرياضية لعام 2018 - جائزة محمد بن راشد آل مكتوم للإبداع الرياضي.[16]
- منحه الملك سلمان بن عبد العزيز آل سعود وشاح الملك عبد العزيز من الطبقة الثانية في 4 مايو 2021.[17][18]

- فاز بجائزة شخصية الثقافة الرياضية في الوطن العربي لعام 2017.[15]
- حصل على جائزة "الشخصية "الأكثر تأثيرا في العقد الأخير"[19][20] في عام 2024 مقدمة من "MENA Effie Awards"
- منحه المجلس العالمي للملاكمة (WBC) جائزة "رجل العام"[21] خلال حفل توزيع الجوائز[22] تقديراً لإسهاماته في تطوير ونشر الملاكمة على المستوى العالمي.
- صنفته مجلة Sports Illustrated (SI) كأكثر الشخصيات تأثيراً في عالم الملاكمة لعام 2024.[23]
- تصدّر قائمة إي إس بي إن كأكثر الشخصيات تأثيراً في فنون القتال المختلطة والمصارعة الاحترافية.[24]
- حصل على المركز الأول في قائمة أكثر 50 شخصية مؤثرة في عالم الملاكمة وفنون القتال المختلطة (MMA)[25] وفقاً لصحيفة الإندبندنت البريطانية.

## المجال الشعري
آل الشيخ شاعر، له إصدار شعري مطبوع، وكتب الكثير من القصائد الوطنية وأخرى عاطفية. غنى من كلماته مشاهير العالم العربي، مثل محمد عبده وكاظم الساهر وماجد المهندس وعبد المجيد عبدالله ورابح صقر وآمال ماهر وأنغام، كما أن المطرب عمرو دياب غنى من كلماته عدة أغاني «أحلى حاجة» و «أجمل عيون» وأغنية «أنت كل حياتي».

## إصدارات
رواية (تشيللو) صدرت عام 2021م.

## العمل الخيري
أسس عام 2020 مؤسسة تركي بن عبد المحسن آل الشيخ الخيرية.

## حياته الشخصية
في عام 2009، تزوج من ابنة الدكتور ناصر بن عبد العزيز الداوود -نائب وزير الداخلية-، وأقيم حفل الزواج في قصر الاحتفالات الكبرى بمدينة الرياض. وله ثلاثة من الأبناء هم: ناصر ومحمد وسلمان.